# Vladimir Iurovski
Vladimir Iurovski   (Tarasxa, 7 de març de 1915 (Julià) - Moscou, 26 de gener de 1972)nom complet amb patronímic Vladímir Mikhàilovitx Iurovski, rus: Владимир Михайлович Юровский, fou un compositor i pianista soviètic, artista honrat de la RSFSR (1969).

## Biografia
Nascut a Tarasxa en una família jueva. El seu pare era fotògraf i li va deixar un cicle d'importants fotografies històriques de Tarashcha.
Als 11 anys va començar a treballar com a pianista. Va estudiar al Col·legi de Música de Kíiv i alhora va exercir de mestre, a continuació ajudant de direcció a l'Òpera de Kíiv. El 1938 es va graduar al Conservatori Estatal de Moscou a la classe de Nikolai Miaskovski.
El 30 de desembre de 1942, al Teatre Bolxoi, va ser evacuat a Kuibixev, on va tenir lloc l'estrena del ballet de Iurovski "Scarlet Sails" (basat en la història d'A. Green). Dmitri Xostakóvitx va elogiar aquest assaig en la seva revisió al diari Pravda. Altres obres: ballets - "Sota el cel d'Itàlia" (basat en "Contes d'Itàlia" de M. Gorky, 1952), "Antílope d'or" (1960), "Abans de l'alba" (1961), "Ianko el músic" (1961); l'òpera Duma sobre Opanas (basada en el poema amb el mateix nom d'E. Bagritski 1940); oratoris; cantates; quatre poemes simfònics (1934-1964); música per a representacions teatrals, així com per a llargmetratges i dibuixos animats ("El final de Sant Petersburg", "Nova Moscou", "El vell cavaller", etc.); cançons als versos de poetes soviètics (Vau donar un glop al cavall a les paraules de S. Iessenin, a les paraules d'E. Bagritski, "La joventut ens va portar", etc.).
L'urna amb les cendres va ser enterrada al columbari del cementiri de Donskoi.

## La família
Fill, director d'orquestra Mikhail Yurovsky; nets - conductors Vladimir (nascuts el 1972) i Dmitry Yurovsky (nascuts el 1979); neta - pianista i professora Maria Dribinskaya (Yurovskaya).
El sogre, director d'orquestra, organitzador i primer líder de l'Orquestra de l'Estat del Ministeri de Cinematografia de l'URSS, membre del Comitè Antifeixista Jueu, David Semenovich Block (1888-1948).